# Rekrutacja
Rekrutacja – w potocznym rozumieniu element procesu zarządzania zasobami ludzkimi, sformalizowany proces naboru osób do organizacji, np. do pracy na wakujące stanowisko lub na studia. Nauki o zarządzaniu definiują rekrutację jako jeden z elementów procesu zatrudnienia, który polega na zachęceniu odpowiednio dużej liczby kandydatów do złożenia aplikacji tj. ubieganiu się o wolne stanowisko pracy. Tak rozumiana rekrutacja umożliwia selekcję (kolejny etap procesu zatrudnienia).

## Rodzaje rekrutacji
Ze względu na źródło pozyskania kandydatów wyróżnia się:
- rekrutację wewnętrzną – jako kandydaci do zatrudnienia rozpatrywani się inni pracownicy organizacji poszukującej pracownika.  Często są to awanse lub przesunięcia poziome. Zaletami tego rozwiązania to bardzo dobra znajomość organizacji przez kandydatów, motywacja dla awansujących pracowników, a także niższy koszt rekrutacji,
- rekrutację zewnętrzną – kandydatów poszukuje się poza organizacją poszukującą pracownika. Zaletami jest pozyskanie osoby o kompetencjach, których nie ma w organizacji.

Ze względu na szerokość obszaru rynku pracy, wśród którego poszukiwani będą kandydaci wyróżniamy:
- rekrutację wąską – grupą docelową jest nieliczne grono osób, najczęściej specjalistów w danej branży
- rekrutację szeroką – docelowo informacje o wakujących stanowiskach trafiają do szerokiego grona odbiorców (najczęściej dotyczy to naboru pracowników niewykwalifikowanych).

Ze względu na jawność rekrutacji
- rekrutacja jawna - oferta pracy jest dostępna publicznie (np. na portalach pracy lub zakładce "kariera" pracodawcy")
- rekrutacja niejawna - oferty pracy nie są dostępne publicznie, bądź też zostały opublikowane bez wskazywania pracodawcy

## Agencje doradztwa personalnego
Rekrutacja może zostać przeprowadzana albo we własnym zakresie (przez samą firmę poszukująca pracownika) albo też zlecana firmom rekrutacyjnym (agencje doradztwa personalnego, w tym firmy świadczące usługi executive search).
Ze względu na formę rozliczenia między klientem a firmą rekrutacyjna wyróżnia się:
- rekrutacja typu contingency albo success fee – agencja otrzymuje honorarium tylko w przypadku zatrudnienia wybranego przez nią kandydata
- rekrutacja typu retained – agencja jest wynagradzana niezależnie od wyniku rekrutacji.
- rekrutacja typu leasing pracowniczy - agencja zatrudnia pracownika i następnie wynajmuje go pracodawcy. Rozliczenie następuje za czas, jaki zrekrutowany pracownik przepracował na rzecz pracodawcy[5].

## Etapy rekrutacji
Na proces rekrutacji składają się najczęściej etapy:
- Etap 1: Określenie profilu kandydata na podstawie opisu stanowiska pracy
- Etap 2: Tworzenie i zamieszczanie ogłoszeń o wakującym stanowisku – dobór mediów w zależności od specyfiki rekrutacji (wąska/szeroka); ogłoszenia zawierają: opis wymagań stawianych kandydatom, zakres obowiązków na wolnym stanowisku pracy, proponowane formy świadczeń i wynagrodzenia jakie oferuje pracodawca zatrudnionej osobie
- Etap 3: Tworzenie długiej listy kandydatów spośród otrzymanych aplikacji osób, które odpowiedziały na ogłoszenie i spełniają podstawowe wymagania stawiane kandydatom
- Etap 4: Tworzenie krótkiej listy kandydatów – selekcja osób najpełniej spełniających wymagania oferty
- Etap 5: Zastosowanie technik naboru kandydatów wobec wyselekcjonowanych osób oraz dokonanie na ich podstawie dalszej selekcji
- Etap 6: Sprawdzenie referencji
- Etap 7: Podjęcie decyzji o zatrudnieniu pracownika
- Etap 8: Negocjacje pracodawcy z pracownikiem dotyczące warunków zawarcia stosunku o pracę – jego formy, wynagrodzenia i innych świadczeń.

## Techniki i narzędzia rekrutacji
Doboru narzędzia rekrutacji a następnie techniki (sposobu prowadzenia procesu) dla wakującego stanowiska dokonuje się na podstawie opisu i wymagań stanowiska pracy. Część narzędzi jest współdzielona z procesem selekcji kandydatów który wykorzystuje m.in.:
- rozmowa kwalifikacyjna
- wywiady indywidualne
- assessment center
- testy psychometryczne
- testy wiedzy lub kompetencji
- studium przypadku (case studies)
- testowanie na próbach pracy
- ćwiczenia sytuacyjne
- referencje (ustne, pisemne)
- wywiady ustrukturalizowane
- wywiady panelowe
- dyskusje grupowe
- grafologia